# Tyngdlyftning vid olympiska sommarspelen 1984
De olympiska tävlingarna i tyngdlyftning 1984 avgjordes mellan den 29 juli och den 8 augusti i Los Angeles. 186 deltagare från 48 länder tävlade i tio viktklasser.

## Medaljsammanfattning

### Medaljtabell
| Pl. | Nation           | Guld | Silver | Brons | Totalt |
| --- | ---------------- | ---- | ------ | ----- | ------ |
| 1   | Kina             | 4    | 2      | 0     | 6      |
| 2   | Rumänien         | 2    | 5      | 1     | 8      |
| 3   | Västtyskland     | 2    | 0      | 1     | 3      |
| 4   | Australien       | 1    | 1      | 0     | 2      |
| 5   | Italien          | 1    | 0      | 0     | 1      |
| 6   | USA              | 0    | 1      | 1     | 2      |
| 7   | Kanada           | 0    | 1      | 0     | 1      |
| 8   | Japan            | 0    | 0      | 3     | 3      |
| 9   | Finland          | 0    | 0      | 2     | 2      |
| 10  | Kinesiska Taipei | 0    | 0      | 1     | 1      |
| 10  | Storbritannien   | 0    | 0      | 1     | 1      |
|     |                  |      |        |       |        |
|     | Totalt           | 10   | 10     | 10    | 30     |

### Medaljörer
| Gren                | Guld                                | Silver                   | Brons                          |
| 52 kg Detaljer...   | Zeng Guoqiang Kina                  | Zhou Peishun Kina        | Kazushito Manabe Japan         |
| 56 kg Detaljer...   | Wu Shude Kina                       | Lai Runming Kina         | Masahiro Kotaka Japan          |
| 60 kg Detaljer...   | Chen Weiqiang Kina                  | Gelu Radu Rumänien       | Tsai Wen-Yee Kinesiska Taipei  |
| 67,5 kg Detaljer... | Yao Jingyuan Kina                   | Andrei Socaci Rumänien   | Jouni Grönman Finland          |
| 75 kg Detaljer...   | Karl-Heinz Radschinsky Västtyskland | Jacques Demers Kanada    | Dragomir Cioroslan Rumänien    |
| 82,5 kg Detaljer... | Petre Becheru Rumänien              | Robert Kabbas Australien | Ryoji Isaoka Japan             |
| 90 kg Detaljer...   | Nicu Vlad Rumänien                  | Dumitru Petre Rumänien   | David Mercer Storbritannien    |
| 100 kg Detaljer...  | Rolf Milser Västtyskland            | Vasile Groapa Rumänien   | Pekka Niemi Finland            |
| 110 kg Detaljer...  | Norberto Oberburger Italien         | Stefan Tasnadi Rumänien  | Guy Carlton USA                |
| +110 kg Detaljer... | Dean Lukin Australien               | Mario Martinez USA       | Manfred Nerlinger Västtyskland |